# دالیتیره
دالیتیره (به لاتین: Dalitire) یک منطقه مسکونی در جمهوری آذربایجان است که در شهرستان شمکور واقع شده است.